# Anders Jakob Landström
Anders Jakob Landström, född 16 oktober 1804 i Uddevalla församling, Göteborgs och Bohus län, död 14 maj 1875 i Vänersborgs församling, Älvsborgs län, var en svensk fabrikör och politiker, verksam i Vänersborg. Han var riksdagsman för borgarståndet i Vänersborg och Åmål vid ståndsriksdagen 1865–1866. Under mandatperioden 1867–1869 var han ledamot av andra kammaren, invald i Vänersborgs och Åmåls valkrets.